# Kartar Dhillon Singh
Kartar Dhillon Singh (* 7. října 1953 Sur Singh Wala, Indie) je bývalý indický zápasník, volnostylař. Třikrát startoval na olympijských hrách. Nejlépe se umístil v roce 1984 na hrách v Los Angeles kde v kategorii do 100 kg obsadil 7. místo. V roce 1982 vybojoval stříbrnou a v roce 1978 bronzovou medaili na hrách Commonwealthu. V roce 1981 a 1983 vybojoval bronz na mistrovství Asie. V roce 1978 a 1986 zvítězil a v roce 1982 vybojoval stříbro na Asijských hrách.